# Jonathan Spector
Jonathan Michael Paul Spector (* 1. März 1986 in Arlington Heights, Illinois) ist ein ehemaliger US-amerikanischer Fußballspieler deutscher Abstammung. Während seiner Jugendzeit war er noch Stürmer. Seine Hauptposition ist die des rechten Verteidigers, wobei er auch oft im defensiven und zentralen Mittelfeld zu finden ist.

## Jugend
Spector ist in Arlington Heights, Illinois, einem Vorort von Chicago, aufgewachsen. Er besuchte die St. Viator High School, wo er auch in der Schulmannschaft aktiv Fußball spielte. Neben der Schule spielte er für den Schwaben AC in Buffalo Grove. Nach der High School ging er an die USSF IMG Soccer Academy in Bradenton, Florida. Die Soccer Academy ist eine Einrichtung des amerikanischen Fußballverbandes, wo talentierte junge Fußballspieler ihren Collegeabschluss und eine gute fußballerische Ausbildung bekommen können. Kurz vorher und während seiner Zeit an der Bradenton-Akademie spielte Spector für die Jugendauswahl der Chicago Sockers und bei Chicago Fire Premier.
Er besitzt aufgrund seiner deutschen Großeltern einen deutschen Pass. Jonathan Spectors Großvater, Art Spector, war der erste Spieler, der 1946 bei den Boston Celtics unterschrieben hatte.

## Karriere

### Manchester United
Entdeckt wurde Jonathan Spector von Jimmy Ryan, einem Scout von Manchester United, beim Milk Cup 2003, wo er mit der U-17-Nationalmannschaft der USA spielte. Zu diesem Zeitpunkt war Spector noch Stürmer, musste aber aufgrund einer Verletzung eines Mitspielers in die Defensive ausweichen. Eigentlich wollte Ryan andere Spieler beobachten, war aber von der defensiven Leistungen des jungen Spectors so beeindruckt, dass er sofort bei Manchester United Bescheid sagte.
Spector wechselte im Sommer 2003 zu Manchester United. Zunächst in der Jugendmannschaft aktiv, gab er ein Jahr später sein Profidebüt gegen Arsenal London im FA Community Shield. Im Dezember 2004 gab ManU Trainer Alex Ferguson bekannt, das Spector an die Blackburn Rovers ausgeliehen werden soll. Aufgrund von vielen Verletzungen in der Defensive von Manchester wurde der Transfer erstmal verschoben. Die Krise hielt und Spector konnte nicht vor Ende des Transferfensters wechseln.
Vor der Saison 2005/06 wechselte er auf Leihbasis zu Charlton Athletic um Spielpraxis zu sammeln.
Der beidfüßige linke Verteidiger begann seine Karriere in der Jugendmannschaft von den Chicago Sockers. Spectors erster Jugendverein war die Jugendmannschaft von Manchester United. 2004 wurde der Amerikaner in die erste Mannschaft der Red Devils berufen. Während der Saison 2005/06 spielte Spector leihweise bei Charlton Athletic.

### West Ham United
Im Juni 2006 wechselte Spector für 500.000 Pfund zu West Ham United. Sein erstes Spiel für die Hammers absolvierte er am 28. September 2006 gegen US Palermo in der ersten Runde des UEFA Cups. Eigentlich als Ersatzmann verpflichtet wurde Spector immer mehr zum etablierten Stammspieler bei West Ham. In der Saison 2008/09 verpasste er aufgrund von Verletzungen fast alle Spiele. In der darauffolgenden Saison stand er 27-mal auf dem Platz, was dem Umstand zu verdanken ist, dass für Lucas Neill kein Ersatz verpflichtet wurde. Im Juni 2011 wurde er von West Ham freigestellt.

### Birmingham City
Am 2. August 2011 unterzeichnete Jonathan Spector einen Zweijahresvertrag bei Birmingham City.

### Orlando City
Im Januar 2017 wurde bekannt, dass Spector in die Vereinigten Staaten zurückkehrt: Er schloss sich dem MLS-Klub Orlando City an.

### Hibernian Edinburgh
Im März 2019 unterschrieb Spector einen Vertrag beim schottischen Erstligisten Hibernian Edinburgh.

## Nationalmannschaft
Spector war Teil des Kaders der USA bei der U-17-Fußball-Weltmeisterschaft 2003. Am 17. November 2004 gab er sein Länderspieldebüt für die A-Nationalmannschaft der USA gegen Jamaika. 2005 nahm er an der Junioren-Fußballweltmeisterschaft teil. Aufgrund guter Leistungen in der Premier League war er lange Zeit Teil des Kaders für die Weltmeisterschaft 2006. Aufgrund einer kurz vor Turnierbeginn zugezogenen Verletzung musste er die Teilnahme absagen.
2007 gewann er mit der Nationalmannschaft den CONCACAF Gold Cup. Im Finale wurde er gegen Frankie Simek ausgewechselt, nachdem er mit Andrés Guardado zusammengestoßen war.
Nachdem sich Steve Cherundolo und Frankie Hejduk verletzt hatten, wurde Spector für den Konföderationen-Pokal 2009 nominiert. Durch die Teilnahme an dem Turnier stärkte er durch gute Leistungen seinen Platz in der Nationalmannschaft. Er bereitete u. a. das erste Tor im Finale gegen Brasilien vor.
Auch an der Weltmeisterschaft 2010 nahm er teil, absolvierte aber keinen Einsatz während des Turniers.